# Pseudoliparis belyaevi
Pseudoliparis belyaevi és una espècie de peix pertanyent a la família dels lipàrids.

## Descripció
- Fa 10,8 cm de llargària màxima.[5][6]

## Hàbitat
És un peix marí i batidemersal que viu entre 6.380 i 7.587 m de fondària.

## Distribució geogràfica
Es troba al Pacífic nord-occidental.

## Observacions
És inofensiu per als humans.